# Peter Milliken

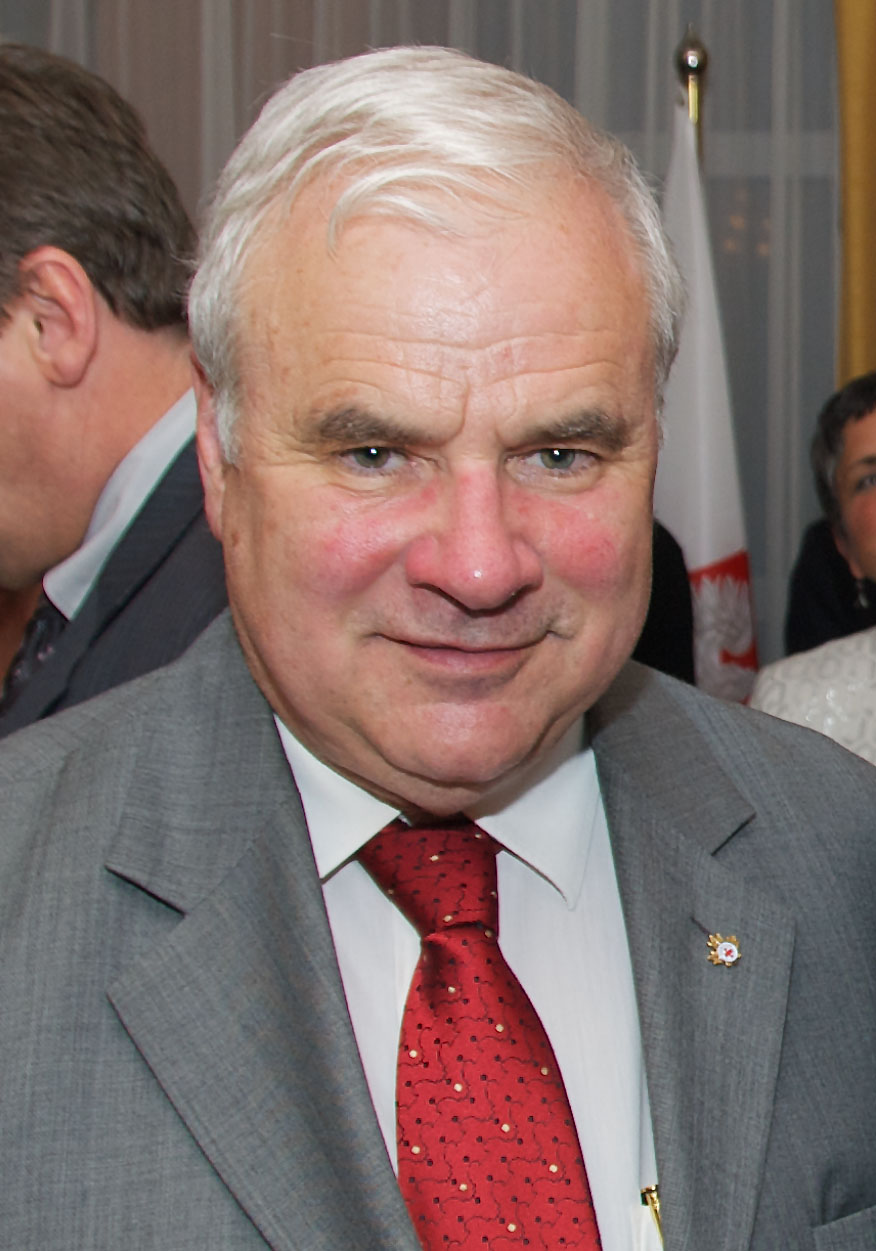
Peter Milliken

Peter Andrew Stewart Milliken (* 12. November 1946 in Kingston, Ontario) ist ein kanadischer Anwalt und Politiker der Liberal Party. Er war vom 21. November 1988 bis zum 26. März 2011 Abgeordneter im House of Commons und war vom 29. Januar 2001 bis zum 2. Juni 2011 der 34. Speaker des Parlaments.

## Leben
Milliken wurde 1946 als ältestes von sieben Kindern eines Physikers geboren. Er studierte bis 1968 Politikwissenschaften und Ökonomie an der Queen’s University und anschließend bis 1978 Rechtswissenschaft an der Oxford University. Außerdem erhielt er 1971 einen Bachelor of Laws an der Dalhousie University. 1967 und 1968 arbeitete er als Assistent des Verkehrsministers George McIlraith. 1973 wurde Milliken Partner der Anwaltskanzlei Cunningham, Swan, Carty, Little & Bonham in Kingston. Außerdem war er zwischen 1973 und 1981 Lehrbeauftragter an der Queen’s University School of Business. 1977 wurde er Direktor des Kingston General Hospital.
1988 gewann Milliken die Nominierung der Liberal Party im Wahlbezirk „Kingston and the Islands“ und gewann auch die Wahlen zum Unterhaus gegen die Ministerin für Kommunikation Flora MacDonald von der Progressive Conservative Party. In seiner ersten Legislaturperiode setzte er sich vor allem für eine Wahlrechtsreform ein. 1993 wurde er erneut in das Parlament gewählt. Im Dezember des Jahres wurde Milliken zum Parlamentarischen Staatssekretär des Government House Leader ernannt. Außerdem wurde er Vorsitzender des „Commons Procedure and House Affairs Committee“ (Komitee für Geschäftsordnungsfragen). 1994 wurde er zum Speaker of the House nominiert, verlor die Wahl aber gegen Gilbert Parent. Milliken wurde bei den Wahlen 1997 erneut in das kanadische Unterhaus gewählt und wurde stellvertretender Speaker of the House.
Im Januar 2001 wurde Milliken dann zum Speaker of the House gewählt und nach den Wahlen 2004  in seinem Amt bestätigt. Nach Neuwahlen im Jahr 2006 wurde Milliken erneut zum Vorsitzenden des Unterhauses gewählt, obwohl seine Partei die Mehrheit im Parlament verloren hatte. Es war erst das zweite Mal in der Geschichte Kanadas, dass ein Oppositionskandidat die Wahl gewann. Auch 2008 eroberte Milliken den Sitz im House of Commons in seinem Wahlbezirk und gewann erneut nach fünf Wahlgängen die Wahl zum Speaker. Vor den Wahlen 2011 beendete er seine politische Karriere und trat nicht erneut an. Er ist damit der am längsten amtierende Speaker in der Geschichte Kanadas.
Milliken lehrt und forscht heute an der School of Policy Studies der Queen’s University. Außerdem ist er Berater der Anwaltskanzlei Cunningham Swan Lawyers LLP.

## Ehrungen
Milliken ist Ehrenmitglied des Royal Military College of Canada und, seit 2014, Specially Elected Fellow der Royal Society of Canada. Außerdem erhielt er
- 2001: Ehrendoktorwürde der State University of New York
- 2012: Ehrendoktorwürde der Queen’s University
- 2012: Großkreuz des Verdienstordens der Bundesrepublik Deutschland